# Death Note
Carnetul morții (デスノート Desu Nōto?) este o serie manga creată de Tsugumi Ohba și Takeshi Obata. Seria gravitează în jurul unui elev de liceu care descoperă un carnet cu puteri supranaturale care îi oferă abilitatea de a omorî pe orice al cărui nume este scris în el. Intriga constă în încercarea lui de a crea și a conduce o lume fără rău folosind carnetul.
Death Note a fost prima dată publicat de editura Shueisha în revista manga Weekly Shōnen Jump din decembrie 2003 până în mai 2006, cu 108 capitole în total. Seria a fost publicată în întregime în 12 volume în Japonia și America de Nord. Seria a fost adaptată în filme (live-action) lansate în Japonia pe 17 iunie, 2006, respectiv 3 noiembrie, 2006, și o serie anime difuzată în Japonia din 3 octombrie, 2006 până pe 26 iunie, 2007. De asemenea, un roman bazat pe serie, scris de Nisio Isin, a fost lansat în Japonia pe 1 august, 2006.

## Subiectul
Light Yagami este un tânăr inteligent care este nemulțumit de crimele și corupția din lume. Viața lui se schimbă drastic când descoperă un carnet misterios, cunoscut ca "Death Note". Instrucțiunile din acesta spun că numele omului scris în carnet va muri. Light este la început sceptic de autenticitatea acestuia, dar după o vreme, realizează că Death Note este real. După ce se întâlnește cu vechiul proprietar al caietului, un shinigami numit Ryuk, Light încearcă să devină "Dumnezeul noii lumi" omorându-i pe toți cei pe care îi credea răi și pe toți cei care îi stăteau în cale.
După scurtă vreme, numărul mare de morți inexplicabile ale criminalilor atrage atenția Interpol-ului și a unui detectiv misterios cunoscut ca "L", care află repede că criminalul în serie poreclit de public ,,Kira" (derivat din pronunția cuvântului killer - criminal) este localizat în Japonia, concluzionînd de asemenea că poate ucide fără a fi în vecinătatea victimelor sale. Light realizează că L îi va fi cel mai mare obstacol și astfel începe un "joc de-a șoarecele și pisica" între cei doi.

## Personaje

### Personaje principale
Light Yagami (夜神 月, Yagami Raito) /Kira
Light este protagonistul seriei Death Note și un tânăr foarte inteligent, dar plictisit și îngrețoșat de natura oamenilor, care găsește din pură șansă caietul lăsat de Ryuk să cadă în lumea oamenilor, cu care descoperă că poate omorî orice om al cărui nume îl scrie în acesta. Este cunoscut de asemenea de fanii care preferă pronunția literală a numelui său ca Raito.
Odată aflat în posesia carnetului, decide a curăța lumea de sufletele impure și care ar duce la auto-distrugerea ei, sau cel puțin păstrarea stării actuale de putrefacție. Astfel, atrage atenția lui L, un detectiv renumit, și încearcă să profite de asta, apropiindu-se de el și pretinzând că va ajuta investigația, în ciuda bănuielilor deja conturate de L în privința lui.
L /L Lawliet (エル・ローライト, Eru Rōraito) /Hideki Ryuga (流河 旱樹, Ryūga Hideki) /Ryuzaki (竜崎, Ryūzaki) /Eraldo Coil /Danuve
Cunoscut în general ca L, acesta este considerat cel mai bun detectiv din lume și preia investigația asupra lui Kira de la șirul crimelor. Îl suspectează de la început pe Light, și decide să participe la universitatea frecventată de Light, folosind numele de Hideki Ryuga pentru scopul de a investiga. Cere ca forțele de ordine să îi spună Ryuuzaki, pentru a menține discreția. Inițial, se disimulează și își maschează puterile de deducere și prevedere. Are unele ticuri, preferînd să stea pe vine și nu direct jos, mănîncă numai dulciuri și ține obiectele cu delicatețe. L a locuit în Anglia 5 ani și în timpul acesta a devenit campion la tenis pentru tineret. L ia în secret și identitatea următorilor doi detectivi recunoscuți în mod global, Eraldo Coil și respectiv Deneuve, ceea ce doar el și echipa de investigare a lui Kira știu.
L l-a suspectat mai tot timpul pe Light de faptul că ar fi fost Kira, dar nu îl putea acuza fără dovezi concrete. Chiar și cînd teoria i s-a dovedit incorectă și cînd Light nu mai avea memoriile acțiunilor sale ca Kira și a colaborat în mod corect cu investigația, L l-a suspectat în continuare, însă L nu va reuși să dovedească vinovăția lui Light.
Într-o scenă aparte, afirmă că niciodată nu și-a dorit ca Light să fi fost Kira și că a fost cea mai apropiată persoană de a fi prietenul său, însă există posibilitatea să fi făcut parte din jocul psihologic de pînă atunci dintre cei doi.
Misa Amane (弥 海砂, Amane Misa)/Misa Misa
O fată îndrăgostită de Kira, Misa este un idol al Japoniei și tinde să poarte haine de stiluri diferite, depinzând de activitate. Este imatură și se referă la ea la persoana a treia pentru a părea drăguță. Misa este complet devotată lui Light și menționează că s-a îndrăgostit de el la prima vedere. Light o vede totuși doar ca o unealtă în planurile lui datorită Death Note-ului pe care această îl posedă și a târgului pe care l-a făcut pentru ochii de Shinigami. Misa îi este așa de devotată fiindcă ucigașul părinților ei a fost executat de Kira.
În serie, intră în acțiune ca al doilea Kira, înainte de a se duce să-l întîlnească pe Light. Deși perspicace uneori, face greșeli destul de mari, sau pur și simplu nu este la nivelul lui L, astfel încît, în curând devine ținta suspiciunilor lui alături de Light și ajunge să fie prinsă și interogată brutal. Devotamentul ei se dovedește însă a fi impresionant, necedând și mai mult decât atât, ajungând să-i ceară Shinigami-ului care i-a adus carnetul cu care ucidea până atunci, să o omoare pentru a scăpa de durere și de a nu risca să-și slăbească rezistența și să înceapă să vorbească. In film mai apare un nou persanaj Sara Bryan cea mai buna prietena a Misei. Impreuna descopera noi puteri si ii distrug pe cei rai.
Mello, Mihael Keehl (メロ, Mero, Mihaeru Keru)
Mello a fost un orfan care a crescut cu Near în adăpostul lui Watari pentru copii înzestrați. Asemenea lui Near, Mello este unu dintre candidații pentru a deveni succesorul lui L. Asemenea lui L, lui Mello îi plac dulciurile, adesea fiind vazut mâncând ciocolată. Mello de obicei poartă haine de piele, spre deosebire de Near și L.
Near, Nate River (ニア, Nia, Neito Riba)
Near este candidatul principal pentru a deveni succesorul lui L și își spune N în timpul investigației. Acesta se aseamănă cu L în multe privințe cum ar felul în care lui L îi place să se joace cu lucruri ca furculițe și cuburi de zahăr, fiind prezentat adesea jucându-se cu părul sau cu jucării. Near, de asemenea, stă așezat într-un fel mai ciudat, asemanator lui L dar cu mici diferențe. După ce îi propune lui Mello să-și alăture forțele să lupte împotriva lui Kira, iar acesta îl refuză, Near obține sprijinul Guvernului Statelor Unite și creeaza SPK (Provizia Special pentru Kira) o organizatie formata din 4 membrii (Inclusiv Near) menita sa-l gaseasca si sa-l condamne pe Kira.

### Personaje secundare
Teru Mikami (魅上 照, Mikami Teru)
Mikami a fost ales de către Light ca fiind al patrulea Kira, după ce Light a decis că este prea periculos să țină carnetul aproape de el sau de Misa, atâta timp cât erau sub supravegherea lui Aizawa și lui Mogi. Mare suporter al lui Kira, Mikami împarte multe idealuri, gânduri și priorități cu Kira, și este extaziat când descoperă că, Kira, idolul lui, l-a ales pe el.
Soichiro Yagami (夜神 総一郎, Yagami Sōichirō)
Tatăl lui Light și ofițer de poliție, acesta conduce echipa de investigații în cazul Kira. Când L începe să-l bănuiască pe Light ca fiind Kira, acesta refuză să creadă acest lucru și într-un final moare, necrezându-l. Soichiro este tipul polițistului cinstit cu un simț dezvoltat al justiției.
Hirokazu Ukita (宇生田 広数, Ukita Hirokazu)
Membru al echipei de investigații în cazul Kira, este descris ca fiind "tânăr" și "curajos" și un mare fumător. Când Misa forțează Sakura TV să transmită un mesaj, dându-se Kira, Ukita se grăbește spre postul de televiziune, dar este omorât de ea.
Kanzo Mogi (模木 完造, Mogi Kanzō)
Acesta este unul din cei mai dedicați membri ai echipei de investigații, dar și unul dintre cei mai reținuți. Mogi vorbește rareori, nici chiar atunci când cineva îi prezintă o idee cu care este de acord. Acesta se folosește de numele de Kanichi Moji (模地 幹一, Moji Kan'ichi) pentru a-și proteja identitatea.
Shuichi Aizawa (相沢 周市, Aizawa Shūichi)
Folosind numele fals de Aihara(相原) pentru a-și proteja identiatea, acesta este primul care, după moartea lui L, îl suspectează pe Light să fie Kira și apoi contribuie la combaterea lui, devenind șeful echipei de investigații.
Touta Matsuda (松田 桃太, Matsuda Tōta)
Acesta este cel mai tânăr membru al echipei de investigații. Entuziasmul lui nu poate fi comparat cu al niciunui alt membru din echipa, dar lipsa sa de experiență este câteodată dăunătoare investigației. Lucrând cu foarte mulți polițiști talentați, Matsuda a dezvoltat un complex de inferioritate, iar mulți se simt iritați din cauza comportamentului său.
Matt (Matto) al carui nume real este (Mairu Jīvasu?).
Este asociatul lui Mello si posibil al treilea succesor al lui L. Matt este introdus in ep.32 al animeului. Este un tanar de 19 ani deseori fiind vazut cu un Nintendo DS in mana sau fumand o tigara.

### Shinigami
Ryuk (リューク, Ryūku)
Ryuk este Shinigami-ul care scapă un Death Note în tărâmul oamenilor, ulterior descoperit de Light. Este dezvăluit că Ryuk a făcut-o intenționat din plictiseală, fiindcă nu prea avea ce face în lumea Shinigami-lor. Ryuk are o plăcere mare pentru mere și trece printr-un gen de sevraj dacă nu mănîncă vreunul mult timp. Spune că merele sunt pentru Shinigami ca țigările și băutura pentru oameni. Se pare că de asemenea îi plac jocurile video. Mai menționează că este sfios pe lângă fete. Pentru un timp, este Shinigami-ul personal a lui Mikami.
Rem (レム Remu)
Rem este un Shinigami care-i dă Death Note-ul ei Misei. Spre deosebire de Ryuk, care privește oamenii cu amuzament, Rem are grijă și chiar o asistă pe Misa. Chiar motivul ei de a ajunge în lumea oamenilor este această fată, pentru care aruncă Death Note-ul shinigami-ului care a murit pentru ea lângă aceasta, ghidând-o și ajutând-o pe parcursul anime-ului. Forma ei fizică este foarte scheletică, cu mîini lungi, asemănătoare șirei spinării.
Sidoh (シドウ, Shidō)
Cel de-al treilea Shinigami văzut în lumea oamenilor și originalul proprietar al carnetului pe care Ryuk l-a scăpat la începutul seriei. Inițial, după intrarea în lumea oamenilor, acesta îl urmează pe Ryuk pentru a primi înapoi carnetul.

## Carnetul morții
În lipsa unor traduceri oficiale în limba română, ne vom referi la "Death Note" în traducere ca și "Caietul morții" sau "Carnetul morții", nume folosite de traducătorii și fan-subburile românești. Acesta este descris, în cel mai simplu mod, în primele apariții din serie, ca o unealtă a shinigami-lor de a ucide oameni, pentru a le lua timpul rămas de trăit în favoarea lor, astfel conferindu-le acestor ființe viață aproape nelimitată. Odată căzut în lumea umană însă, aparține celui ce pune mâna pe el primul, iar Shinigami-ul răspunzător de caiet este obligat să stea lângă deținătorul uman până carnetul este distrus sau umplut, moment în care numele deținătorului uman va fi trecut într-un alt carnet de Shinigami-ul care i-a fost aproape.
Carnetul are câteva zeci de reguli, unele necunoscute chiar de Shinigami înșiși, dar descoperite pe parcurs de Light prin teste mai mult sau mai puțin complicate. Ryuk scrie o parte din ele pe carnet, probabil doar cele cunoscute de el, sau cele pe care le consideră mai importante, în engleză, limbă pe care o consideră universal inteligibilă de oameni, pentru a fi sigur că note-ul va fi folosit:
- Omul al cărui nume va fi scris în acest carnet va muri.
- Efectul caietului nu va acționa dacă cel ce scrie numele nu are fața acelei persoane în capul lui/ei. Astfel, oamenii ce împart același nume cu victima intenționată nu vor fi afectați.
- Dacă va fi scrisă cauza morții în 40 de secunde de la scrierea numelui, aceasta va fi valabilă.
- Dacă nu va fi scrisă nici o cauză a morții, persoana va muri de un simplu atac de cord.
- După scrierea numelui și cauzei morții, detaliile morții ar trebui scrise la 6 minute și 40 de secunde după acestea.

## Difuzarea în România
Serialul "Death Note" s-a difuzat pe canalele A+ Anime și Animax cu semnul de avertizare 16+ (Producție audiovizuală interzisă copiilor sub 16 ani), și transmis, joia. În schimb, serialul a fost difuzat și pe următoarele canale, pe Acasă TV (PRO 2) în primăvara anului 2005 și pe PRO TV Internațional tot în primăvara anului 2005, cu semnele de avertizare 12 (Acest program este interzis copiilor sub 12 ani / Genul programului: THRILLER) și 15 (Acest program este interzis copiilor sub 15 ani / Genul programului: THRILLER) fostul marcaj de avertizare 16 până în anul 2006 (Acest program este interzis copiilor sub 16 ani / Genul programului: THRILLER). Acasă Gold și PRO TV International au difuzat ultimele episoade din acest serial până joi. Serialul a trecut pe Happy Channel la ora 24:30 tot cu marcajul 15. Deci, serialul este difuzat vineri și sâmbătă cu o jumătate de oră înainte de ora 1 dimineața.

## Manga
Death Note a fost inițial publicat de editura Shueisha în Weekly Shōnen Jump din decembrie 2003 până în mai 2006, având în total 108 de capitole. Mai târziu, capitolele au fost strânse în 12 volume. Un al 13-lea volum a fost lansat, intitulat "Death Note-How to read" care elucida unele mistere cum ar fi destinele unor personaje. Într-un final, "Death Note" a fost licențiat pentru publicația Nord Americană Viz-Media, iar primul volum în limba engleză a fost lansat pe 4 octombrie 2005. "Death Note" a mai fost tradus în multe alte limbi, incluzând engleză, germană, chineză, portugheză și spaniolă.
La momentul de față, "Death Note" a fost vândut în aproape 20 de milioane de exemplare în Japonia, iar în 2006 a fost nominalizat "Cea mai bună Manga" la American Anime Awards.

### Volume
| #  | Nume                            | Data Lansării (volumele în japoneză) | Data Lansării (volumele în engleză) | Lista de capitole |
| -- | ------------------------------- | ------------------------------------ | ----------------------------------- | --- |
|    |                                 |                                      |                                     | |
| 1  | "Boredom" (退屈, Taikutsu)      | 2 februarie 2004                     | 10 octombrie 2005                   | - 001. Boredom (退屈, Taikutsu) - 002. L (L, Eru) - 003. Family (家族, Kazoku) - 004. Electric Current (電流, Denryū) - 005. Eyeballs (眼球, Gankyū) - 006. Control (操作, Sōsa) - 007. Target (標的, Hyōteki) |
| 2  | "Confluence" (合流, Gōryū)      | 2 iulie 2004                         | 8 noiembrie 2005                    | - 008. Woman (女, Onna) - 009. Slots (穴, Ana) - 010. Confluence (合流, Gōryū) - 011. One (一, Hitotsu) - 012. God (神, Kami) - 013. Countdown (秒読, Byōyomi) - 014. Temptation (誘惑, Yūwaku) - 015. Phone Call (電話, Denwa) - 016. Handstand (逆立, Sakadachi)                                                      |
| 3  | "Hard Run" (激走, Gekisō)       | 3 septembrie 2004                    | 3 ianuarie 2006                     | - 017. Trash (芥, Gomi) - 018. Gaze (視線, Shisen) - 019. Humiliation (屈辱, Kutsujoku) - 020. First Move (先手, Sente) - 021. Duplicity (裏腹, Urahara) - 022. Misfortune (不幸, Fukō) - 023. Hard Run (激走, Gekisō) - 024. Shield (盾, Tate) - 025. Fool (馬鹿, Baka)                                                |
| 4  | "Love" (愛, Ai)                 | 11 noiembrie 2004                    | 7 martie 2006                       | - 026. Reversal (転倒, Tentō) - 027. Love (愛, Ai) - 028. Judgement (判定, Hantei) - 029. Weapon (武器, Buki) - 030. Bomb (爆弾, Bakudan) - 031. Easy (簡単, Kantan) - 032. Gamble (賭, Kake) - 033. Removal (移動, Idō) - 034. Imprisonment (投身, Tōshin)                                                             |
| 5  | "Whiteout" (白紙, Hakushi)      | 4 februarie 2005                     | 2 mai 2006                          | - 035. Whiteout (白紙, Hakushi) - 036. Father and Son (親子, Oyako) - 037. Eight (八人, Hachinin) - 038. Strike (打撃, Dageki) - 039. Separation (離別, Ribetsu) - 040. Allies (仲間, Nakama) - 041. Matsuda (松田, Matsuda) - 042. Heaven (天国, Tengoku) - 043. Black (黒, Kuro)                                      |
| 6  | "Give-and-Take" (交換, Kōkan)   | 4 aprilie 2005                       | 5 iulie 2006                        | - 044. Successor (後継, Atotsugi) - 045. Crazy (無茶, Mucha) - 046. Ill-Suited (不向, Fumuki) - 047. Impertinence (先走, Sakibashiri) - 048. Give-and-Take (交換, Kōkan) - 049. Potted Plant (植木, Ueki) - 050. Yotsuba (四葉, Yotsuba) - 051. Misunderstanding (誤認, Gonin) - 052. Split-Second (寸止, Sundome)      |
| 7  | "Zero" (零, Zero)               | 4 iulie 2005                         | 5 septembrie 2006                   | - 053. Scream (悲鳴, Himei) - 054. Inside (中, Naka) - 055. Creation (創造, Sōzō) - 056. Embrace (抱擁, Hōyō) - 057. Two Choices (二択, Nitaku) - 058. Feelings Within (胸中, Kyōchū) - 059. Zero (零, Zero) - 060. Kidnapping (誘拐, Yūkai) - 061. Number Two (二番, Niban)                                            |
| 8  | "Target" (的, Mato)             | 2 septembrie 2005                    | 7 noiembrie 2006                    | - 062. Decision (決断, Ketsudan) - 063. Target (的, Mato) - 064. Right Angle (直角, Chokkaku) - 065. Responsibility (責任, Sekinin) - 066. Death (死亡, Shibō) - 067. Button (釦, Botan) - 068. Discovery (発見, Hakken) - 069. Fight (飛翔, Hishō) - 070. Tremble (身震, Miburui)                                      |
| 9  | "Contact" (接触, Sesshoku)      | 12 decembrie 2005                    | 2 ianuarie 2007                     | - 071. Contact (接触, Sesshoku) - 072. Verification (確認, Kakunin) - 073. Cornered (背水, Haisui) - 074. A Fine Performance (熱演, Netsuen) - 075. Acknowledgement (認知, Ninchi) - 076. Greetings (挨拶, Aisatsu) - 077. Use (利用, Riyō) - 078. Prediction (予測, Yosoku) - 079. Lies (白々, Shirajira)              |
| 10 | "Delete" (削除, Sakujo)         | 3 februarie 2006                     | 6 martie 2007                       | - 080. Clean-Up (掃除, Sōji) - 081. Warning (通告, Tsūkoku) - 082. Himself (自分, Jibun) - 083. Delete (削除, Sakujo) - 084. Coincidence (偶然, Gūzen) - 085. Election (当選, Tōsen) - 086. Japan (日本, Nihon) - 087. Tomorrow (明日, Ashita) - 088. Conversation (会話, Kaiwa)                                        |
| 11 | "Kindred Spirit" (同心, Dōshin) | 2 mai 2006                           | 1 mai 2007                          | - 089. Kindred Spirit (同心, Dōshin) - 090. Preview (予告, Yokoku) - 091. Standstill (停止, Teishi) - 092. Night (夜, Yoru) - 093. Decision (決定, Kettei) - 094. Outside (外, Soto) - 095. Convinced (納得, Nattoku) - 096. Meanwhile (一方, Ippō) - 097. Miscellaneous (色々, Iroiro) - 098. Everybody (全員, Zen'in) |
| 12 | "Finis" (完, Kan)               | 4 iulie 2006                         | 3 iulie 2007                        | - 099. The Two (二人, Futari) - 100. Face to Face (対面, Taimen) - 101. Inducement (誘導, Yūdō) - 102. Patience (我慢, Gaman) - 103. Declaration (宣言, Sengen) - 104. The Answer (答, Kotae) - 105. Impossible (無理, Muri) - 106. Intent to Kill (殺意, Satsui) - 107. Curtain (幕, Maku) - 108. Finis (完, Kan)      |

## Romanul
Nisio Isin a scris un roman adaptat după serie, numit "Death Note Another Note: The Los Angeles BB Murder Cases". Romanul prezintă povestea primei întâlniri a lui L cu Naomi Misora în Los Angeles, menționată în volumul 2 din manga. Înafară de personalitatea lui Naomi, romanul se concentrează asupra felului în care sistemul de genii L, Mello și Near, lucrează. Viz a lansat romanul în engleză pe 19 februarie 2008.

## Anime
Anime-ul Death Note, regizat de Tetsurō Araki și animat de firma Madhouse, și-a început apariție în Japonia pe 3 octombrie 2006, având în total 37 de episoade.În contrast cu filmele, seria anime urmărește povestea din manga îndeaproare și cu doar câteva schimbări minore la fizionomia personajelor, adaptate de Masaru Kitao, și la ordinea întâmplărilor, ca și unele scene adiționale ce nu apar în manga. De asemenea, este situat în anul 2007 și nu în 2003 ca în manga.
"Death Note Rewrite: The Visualizing God"("Death Note Riraito · Genshisuru Kami" ＤＥＡＴＨ　ＮＯＴＥ　リライト・幻視する神) după numele original, este un episod special din Death Note ce a fost difuzat inițial în data de 31 august, 2007 care durează două ore și realizează în acest interval un rezumat al anime-ului și întâmplările prin care a trecut Light, prin viziunea lui Ryuk. Începutul este plasat, asemenea anime-ului, în lumea Shinigami-lor, însă de data aceasta după întâmplările ce l-au implicat pe Ryuk. Astfel, un shinigami tânăr și curios și cu același chef de viață debordant ca a lui Ryuk îl caută pe acesta din urmă deoarece ajunseseră la el informații despre întâmplările prin care a trecut în lumea umană. Găsindu-l în cele din urmă, ni se prezintă un Ryuk aparent mai bătrân, care este pregătit să-i țină poveți curiosului său fan. Începe prin a spune că oamenii prin sinea lor sunt plictisitori, însă unul anume, Light, care a dorit să-și realizeze cu ajutorul Death Note-ului un statut de zeitate a fost destul de interesant. Astfel, începe povestea, cu scene concentrate și uneori săriri peste unele aspecte ale poveștii, cât și dezvoltarea uneori necronologică a evenimentelor și introducerea unor scene noi, neprezente în anime.

### Episoade
| #  | Nume | Data Difuzării (în japoneză) | Data Difuzării (în engleză) | Descriere |
| -- | --- | ---------------------------- | --------------------------- | --- |
|    | |                              |                             | |
| 1  | "Rebirth" "Shinsei" (新生)                                                                                                  | 3 octombrie 2006             | 21 octombrie 2007           | Elevul de liceu, Light Yagami descoperă un caiet misterios numit DEATH NOTE, după ce urmează instrucțiunile scrise pe el, îi descoperă puterile.                                                      |
| 2  | "Confrontation" "Taiketsu" (対決)                                                                                           | 10 octombrie 2006            | 28 octombrie 2007           | Misteriosul detectiv, L, investigheză crimele lui Light și îi întinde o capcană. |
| 3  | "Dealings" "Torihiki" (取引)                                                                                                | 17 octombrie 2006            | 4 noiembrie 2007            | Ryuk îl informează pe Light că este urmărit și de asemenea despre "Ochii de Shinigami" |
| 4  | "Pursuit" "Tsuiseki" (追跡)                                                                                                 | 24 octombrie 2006            | 11 noiembrie 2007           | După ce testează mai mult puterile Death Note-ului, Light reușește să afle numele urmăritorului. |
| 5  | "Tactics" "Kakehiki" (駆引)                                                                                                 | 31 octombrie 2006            | 18 noiembrie 2007           | Light îl folosește pe Raye Penber pentru a distruge agenții FBI din Japonia. |
| 6  | "Unraveling" "Hokorobi" (綻び)                                                                                              | 7 noiembrie 2006             | 25 noiembrie 2007           | Restul echipei de investigații se întâlnesc cu L. Light își examinează acțiunile precedente pentru a descoperi ceva ce i-ar dezvălui identitatea.                                                     |
| 7  | "Overcast" "Donten" (曇天)                                                                                                  | 14 noiembrie 2006            | 2 decembrie 2007            | Light trebuie să scape de o fostă agentă FBI numită Naomi Misora. |
| 8  | "Glare" "Mesen" (目線) | 21 noiembrie 2006            | 8 decembrie 2007            | Light descoperă că are microfoane în cameră și vine cu un plan care să-i demonstreze lui L că suspiciunile sale sunt false.                                                                           |
| 9  | "Encounter" "Sesshoku" (接触)                                                                                               | 28 noiembrie 2006            | 15 decembrie 2007           | Pentru a-l investiga pe Light mai îndeaproape, L i se prezintă. |
| 10 | "Doubt" "Giwaku" (疑惑) | 5 decembrie 2006             | 22 decembrie 2007           | L și Light încep să schimbe pareri despre cazul Kira. |
| 11 | "Assault" "Totsunyū" (突入)                                                                                                 | 12 decembrie 2006            | 4 ianuarie 2008             | Turmoil îi întrerupe când un al doilea Kira ține un post Tv Japonez ostatic, pentru a transmite un mesaj. Se dovedește că cel de-al doilea Kira era Misa Amane, care dorea să-l întâlnească pe Light. |
| 12 | "Love" "Koigokoro" (恋心)                                                                                                   | 26 decembrie 2006            | 11 ianuarie 2008            | L îl invită pe Light în echipa de investigații pentru a ajuta la aflarea identității celui de-al doilea Kira.                                                                                         |
| 13 | "Confession" "Kokuhaku" (告白)                                                                                              | 9 ianuarie 2007              | 18 ianuarie 2008            | Misa descoperă că Light este Kira și îl vizitează. |
| 14 | "Friend" "Tomodachi" (友達)                                                                                                 | 16 ianuarie 2007             | 25 ianuarie 2008            | Light concepe un plan de a scăpa de L, folosind-o pe Misa și Rem. |
| 15 | "Wager" "Kake" (賭け) | 23 ianuarie 2007             | 1 februarie 2008            | L o arestează pe Misa, dar aceasta încă mai încercp să-l protejeze pe Light. |
| 16 | "Decision" "Ketsudan" (決断)                                                                                                | 30 ianuarie 2007             | 8 februarie 2008            | Light concepe un plan care implică renunțarea la ambele Death Note-uri. |
| 17 | "Execution" "Shikkō" (執行)                                                                                                 | 6 februarie 2007             | 15 februarie 2008           | !5 zile au trecut și nici Misa, nici Light nu au mărturisit, așa că L și Soichiro recurg la o măsură drastică.                                                                                        |
| 18 | "Ally" "Nakama" (仲間) | 13 februarie 2007            | 22 februarie 2008           | L și Light încep să investigheze gruparea Yotsuba împreună. L angajează noi membri în echipă. |
| 19 | "Matsuda" "Matsuda" (松田)                                                                                                  | 20 februarie 2007            | 29 februarie 2008           | Matsuda intră în încurcătură în timp ce investiga sediul Yotsuba de unul singur, iar camarazii săi elaborează un plan pentru a-l salva.                                                               |
| 20 | "Makeshift" "Kosoku" (姑息)                                                                                                 | 27 februarie 2007            | 7 martie 2008               | Echipa de investigații își începe planul de a-l descoperi pe Kira al grupări Yotsuba. |
| 21 | "Performance" "Katsuyaku" (活躍)                                                                                            | 6 martie 2007                | 16 martie 2008              | În timp ce își juca rolull din plan, Misa intră în contact cu Rem care îi spune de ceva ce se întâmplase în timp ce era cea de-a doua Kira.                                                           |
| 22 | "Guidance" "Yūdō" (誘導) | 13 martie 2007               | 23 martie 2008              | După ce descoperă identitatea Kirei din gruparea Yotsuba, echipa lui L începe să-l înconjoare. |
| 23 | "Frenzy" "Kyōsō" (狂騒) | 20 martie 2007               | 30 martie 2008              | Știind că s-a expus prea mult, Higuchi (Kira) se zbate pentru a nu fi arestat. |
| 24 | "Revival" "Fukkatsu" (復活)                                                                                                 | 27 martie 2007               | 6 aprilie 2008              | După ce recuperează Death Note-ul, Light revine la planul său. |
| 25 | "Silence" "Chinmoku" (沈黙)                                                                                                 | 3 aprilie 2007               | 13 aprilie 2008             | Confruntarea dintre Light și L ajunge la un sfârșit, Când Light o păcălește pe Rem să-i ucidă pe Watari și L, spunându-i că-i va salva viața Misei.                                                   |
| 26 | "Renewal" "Saisei" (再生)                                                                                                   | 10 aprilie 2007              | 20 aprilie 2008             | Episodul este o recapitulare a episoadelor anterioare, prezentat din punctul de vedere al lui L. |
| 27 | "Abduction" "Yūkai" (誘拐)                                                                                                  | 17 aprilie 2007              | 27 aprilie 2008             | 5 ani mai târziu, Near și Mello apar în calea lui Light. |
| 28 | "Impatience" "Shōsō" (焦燥)                                                                                                 | 24 aprilie 2007              | 4 mai 2008                  | Near îl contactează pe Light, cerându-i ajutorul în salvarea lui Sayu. |
| 29 | "Father" "Chichioya" (父親)                                                                                                 | 1 mai 2007                   | 11 mai 2008                 | Death Note-ul ajunge la Mello. |
| 30 | "Justice" "Seigi" (正義) | 8 mai 2007                   | 18 mai 2008                 | După ce află niște informații de la Mello, Near începe să-l bănuiască pe Light. |
| 31 | "Transfer" "Ijō" (移譲) | 15 mai 2007                  | 25 mai 2008                 | Știind că este investigat de Near, Light îi ordonă Misei să execute un plan de retragere. |
| 32 | "Selection" "Sentaku" (選択)                                                                                                | 22 mai 2007                  | 1 iunie 2008                | |
| 33 | "Scorn" "Chōshō" (嘲笑) | 29 mai 2007                  | 8 iunie 2008                | Near ajunge în Japonia și începe să-l investigheze pe Mikami. |
| 34 | "Vigilance" "Koshi" (虎視)                                                                                                  | 5 iunie 2007                 | 15 iunie 2008               | Aizawa se folosește de un truc pentru a vedea prin decepția lui Light și îi descoperă adevărul despre el.                                                                                             |
| 35 | "Malice" "Satsui" (殺意) | 12 iunie 2007                | 21 iunie 2008               | Mello o răpește pe Takada, dar Takada îl ucide, și este mai târziu ucisă de Light. |
| 36 | "1/28" "1.28" (1.28) | 19 iunie 2007                | 28 iunie 2008               | Având fiecare o stategie, Light și Near se întâlnesc în sfârșit. |
| 37 | "New World" "Shinsekai" (新世界)                                                                                            | 26 iunie 2007                | 5 iulie 2008                | Lupta dintre Kira și urmăritorii lui se sfârșește. |
| 38 | "Death Note Rewrite: The Visualizing God" "Death Note Riraito · Genshisuru Kami" (ＤＥＡＴＨ ＮＯＴＥ リライト・幻視する神) | 31 august 2007               |                             | Un episod special de 2 ore care prezintă conflictul dintre Light și L din perspectiva Lui Ryuk. |

### Coloana sonoră
Sara Bryan
Tema de început
- "the WORLD" de Nightmare (episoadele 1-19)
- "What's up, people?!" de Maximum the Hormone (episoadele 20-37)

Tema de sfârșit
- "Alumina" de Nightmare (episoadele 1-19)
- "Zetsubō Billy" de Maximum the Hormone (episoadele 20-36)
- "Coda ~ Death Note" de Yoshihisa Hirano(episodul 37)

## Filme artistice
Death Note a fost de asemenea adaptat într-un film live-action în două părți, lansat în 2006. Ambele au fost regizate de Shūsuke Kaneko, produse de televiziunea Nippon și distribuite de filiala din Japonia a Warner Bros. În prezent, o continuare este în producție, regizat de Hideo Nakata, preconizat a fi un prolog despre personajul detectivului ce luptă pentru oprirea acțiunilor ucigașe, L, și va fi lansat în 2008.
Primul film, cunoscut sub simplul nume de Death Note, a avut premiera în Japonia pe 17 iunie 200 și a fost primul la încasări în cinematografele nipone timp de 2 săptămâni, surclasând Codul lui DaVinci. Este în mare parte fidel manga-ului, începând cu acțiunile lui Light în plin șir de ucideri, continuând imediat cu prezentarea trecutului lui cu un an în urmă, și sfârșindu-se cu întâlnirea cu L.
Al doilea film, Death Note: Ultimul nume, a avut premiera pe 3 noiembrie 2006 și a atins cotele cele mai înalte ale cinematografelor imediat, rămânând acolo timp de 4 săptămîni și câștigând peste 5,5 miliarde de yeni până la sfârșitul anului. Acesta din urmă a urmat iarăși cursul manga-ului, cu unele diferențe-cheie.

## Jocuri video
Un joc video după "Death Note" pentru Nintendo DS, intitulat Death Note Kira's Game (デスノート キラゲーム, Desu Nōto Kira Gēmu) a fost lansat pe 15 februarie 2007. Kira's Game este un joc de strategie, în care jucătorul poate să fie L sau Kira, iar scopul este să deducă cine este inamicul lui (Kira va încerca să afle identitatea lui L și viceversa).
O continuare a jocului, numită Death Note L o Tsugumono (デスノート Lを継ぐ者, Desu Nōto Eru o Tsugumono, lit. "Death Note: Successor to L") a fost lansată în Japonia pe 12 iulie 2007. Povestea jocului este bazată pe manga, iar personajele sunt mai diverse, cum ar fi Mello și Near.
Un al treilea joc, L the Prologue to Death Note -Rasen no Wana- (L the ProLogue to DEATH NOTE -螺旋の罠-, Eru za Purorōgu tu Desu Nōto -Rasen no Wana-, lit. "L the Prologue to Death Note: Spiraling Trap"), pentru Nintendo DS a fost lansat în Japonia pe 7 februarie 2007. Jucătorul va avea rolul unui agent FBI care se trezește într-un hotel ciudat și încearcă să scape cu ajutorul lui L.
Un al patrulea joc ar fi cel online, unde jucatorii au posibilitatea de scrie in Carnetul Mortii, de a sterge, de a muta filele carnetului, practic reprezinta un simulator pentru carnetul Mortii.

## Controverse

### Belgia
Pe 28 septembrie 2007, un bilet pe care scria "Watashi wa Kira dess" (forma fonetică a 私はキラです sau "Watashi wa Kira desu", însemnând "Eu sunt Kira" în japoneză) a fost găsit în apropierea cadavrului unui bărbat caucasian (Yori Han) cu vârsta cuprinsă între 20 și 30 de ani. Ucigașul, numit și Manga Killer, nu a fost găsit nici până în momentul de față. Polițiștii atestă ca acest cadavru nu a prezentat nici un fel de problema funcționala, fiind perfect intact, iar nici în ziua de azi nu se cunoaste cauza morții. Însă, în apropriere a fost găsit un caiet negru intitulat: "Death Note", care se afla in sediul poliției până pe data de 24 septembrie 2007, când a disparut.

### Statele Unite ale Americii
- Un student al Academiei Militare Franklin din Richmond, Virginia a fost suspendat după ce asupra lui a fost gasită o replică a Death Note-ului cu numele unor alți studenți scrise în el.
- În Carolina de Sud, în 2008, oficialii unei școli au confiscat un Death Note de la un elev al Hartsville Middle School. Aceștia au declarat că are legătură cu anime-ul/manga.Mai mult de atât, în caiet erau trecute 7 nume ale unor elevi.
- În Gadsden, Alabama, 2 elevi de clasa a 6-a au fost arestați pentru că aveau în posesie Death Note-uri în care erau scrise numele unor oameni care constituiau personalul școlii și ale unor alți elevi. Elevii au fost suspendați de la școala unde învățau.
- În Gig Harbor, Washington, un elev a fost exmatriculat, iar alți trei suspendați pe 14 mai 2008, pe motiv că aveau Death Note-uri. Tatăl unuia dintre elevi susține că acest caiet a fost ca un "strigăt de frustrare" după ce a fost persecutat aproape 2 ani.